# Max Simpson
Max Simpson (France) ou Homer au max (Québec) (Homer to the Max) est le 13e épisode de la saison 10 de la série télévisée d'animation Les Simpson.

## Synopsis
Homer regarde une nouvelle série à la télévision dont le personnage principal se nomme comme lui et est idiot. Vu que tout le monde se moque de lui, Homer décide alors de changer son nom pour « Max Puissant » (« Max Power » dans la version originale et québécoise).